# Barwan
Barwan fou una principat tributari protegit de l'Índia, a Oudh, al districte d'Hardoi a Uttar Pradesh. Era una pargana que limitava al nord amb les parganes de Saromannagar i Pali; a l'est amb la de Bawan; al sud amb la de Sandi i e l'oest amb la de Katiari. El terreny era amagat, amb pocs camins i força inaccessible i s'estenia pels dos costats del riu Garra amb les terres altes al llarg del Ganges i el Ramganga Occidental. La superfície era de 137 km² amb dos terços cultivats. Pagava un tribut de 2843 lliures i la població era el 1881 de 17.490 habitants. La capital era Barwan a la riba dreta del Garra a uns 20 km a l'oest d'Hardoi i 35 km a l'est de Fatehgarh, que tenia un fortí que fou destruït el 1858 quan els britànics van recuperar la zona; la seva població el 1881 era de 1.552 habitants.
El territori fou domini dels thatheres, que en foren expulsats pels sombansis i aquestos al seu torn pels musulmans. Al començament del segle XV el sobirà local sombansi, Raja Barwan, que s'havia refugiar a les muntanyes de Kumaun, va obtenir del governador musulmà de Kanauj la cessió dels seus antics dominis i es va establir a Baburhia, la que havia estat capital dels thatheres i ara estava deserta, la qual va rebatejar Barwan. Més tard el país fou governat per dos germans descendents de Raja Barwan, que van refusar tribut a Delhi i van resistir els intents que es van fer per sotmetre'ls. Finalment van haver dd'enviar als seus fills a la cort d'Akbar el Gran com a ostatges; els seus serveis distingits per l'emperador lluitant al Dècan, va causar que aquest els cedis formalment la pargana de Barwan lliure de renda, i el títol de Khan. Els sombasis van conservar la pargana i van estar sota domini del nawab d'Oudh i sota domini britànic després de 1856 quan encara dominaven 68 dels 69 pobles de la pargana. El 1857 va participar en el motí però fou recuperat pels britànics el 1858.